# Compoziția sculpturală „Circ”
Compoziția sculpturală „Circ” este un basorelief, monument de for public din orașul Chișinău. Este amplasat pe fațada Circului de Stat din Chișinău și datează din 1988.
Monumentul, amplasat în centrul fațadei, deasupra intrării principale, reprezintă doi clovni acrobați întâmpinând vizitatorii.

## Istoric
Sculptura a fost turnată în 1988, șapte ani după construcția Circului. Echipa de executori a fost formată din trei sculptori și cinci tehnicieni; unul din ei a fost Victor Cernîș. Inițial a fost confecționată o machetă cu înălțimea de doi metri. Materialele utilizate la construcția compoziției finale au fost gips, beton și cupru.
La 9 mai 2002, Poșta Moldovei a emis o marcă poștală din seria „Europa”⁠(d) care ilustrează basorelieful.
Monumentul a fost vandalizat în 2011, fiind amputate numeroase elemente, printre care goarnele și capul unuia dintre clovni, care au fost vândute la fier vechi. Persoanele care ar fi comis furtul au fost identificate, dar elementele sustrase nu au putut fi găsite și returnate.
Până în 2018, compoziția era clasificată drept monument de artă de însemnătate națională în cadrul Registrului monumentelor ocrotite de stat din Republica Moldova, sub denumirea «Basorelief „Circul” pe fațada circului⁠». Registrul monumentelor de for public, în care se află acum, a fost creat în același an. În 2022, edificiul Circului a fost introdus integral în Registrul monumentelor ocrotite de stat.